# To Aru Majutsu no Index
To Aru Majutsu no Index (яп. とある魔術の禁書目録 (インデックス)} «То Ару Мадзюцу но Індекусу») — серія лайт-новел японського письменника Кадзуми Камачі, що публікуються з 2004 року. На кінець 2008 року їх загальний тираж становив 4,4 млн екземплярів.
По тому ж сюжету були видані манґа та радіопостановка, а з жовтня 2008 року по березень 2009 року на декількох японських телеканалах пройшла трансляція аніме-серіалу. У 2010 році як його продовження вийшов другий сезон.
Назва твору в його ієрогліфічному написанні можна перевести, як «Якийсь список заборонених магічних книг». Однак, поєднанню яп. 禁書目録 (інсё мокуроку, «список заборонених книг») за допомогою фуріґана було надано читання «індекс», що є відсиланням до відомого індексу заборонених книг, що існував в Католицької Церкви аж до середини XX століття, а також ім'ям головної героїні. Аналогічний прийом (переозвучування японських слів словами з європейських мов) активно використовується в самій лайт-новелі, а також в назві ряду серій аніме.

## Сюжет
Зовні місце дії серіалу схоже на сучасну Японію, однак є і деякі відмінності. Так, наприклад, головний герой живе в «учнівському містечку», де 80 % жителів складають учні (при загальній чисельності населення у 2,3 млн осіб). Екстрасенсорні здібності визнані наукою і являють собою досить звичайне явище, за ступенем володіння ними люди діляться на категорії: від Рівня 0 (неможливість застосування своєї здатності) до Рівня 5 (найвищі здібності).
Камідзьо Тома є учнем старшої школи. У нього немає екстрасенсорних здібностей, і він не вірить в магію та подібні речі. Однак, його права рука має незвичайну особливість: вона нейтралізує все екстрасенсорне, магічне до чого торкається. Одного разу, прокинувшись вранці, Тома виявив висячу на перилах балкона дівчину в одязі, що нагадував вбрання черниці. Дівчина розповіла, що її звуть Індекс (яп. イ ン デ ッ ク ス, індеккусу), та що в її пам'яті зберігається 103 тисячі заборонених церквою магічних книг. А також, що за нею та її пам'яттю полюють маги. Тома спочатку їй не повірив, проте, як незабаром з'ясувалося, сказане було не так уже й далеко від істини …

## Персонажі
Тома Камідзьо
Головний протагоніст твору. Батьки — Тоя та Сііна Камідзьо. Студент старшої школи, перший рік навчання. Його здатність, що називається "Руйнівник ілюзій" (яп. 幻想 殺 し (イマジン ブレイカー)), сила, яка зводить нанівець будь-яку магію, психічного або божественного походження, в ТОВ числі й удачу. Оскільки ця здатність не може бути виявлена через випробування, йому був наданий найнижчий нульовий рівень. Незважаючи на його невдачі, хлопець дуже добрий. Рятуючи Індекс від печатки, втратив більшу частину «особистої» пам'яті.
Індекс Лаброрум Прохібіторум
Індекс — черниця англіканської церкви, проникла до Академія-Сіті, намагаючись, як їй здавалося, врятуватися від переслідування Стейлом та Каорі. Мала печатку, встановлену Магічною організацію, щоб тримати її під власним контролем: якщо не стерти її пам'ять, то вона помре. Стейлу та Каорі це було обґрунтовано наявністю 103 тисяч заборонених книжок у її голові, але Тома розкрив таємницю та зняв печатку. З цього моменту індекс живе з об'ємним. Чарівне ім'я — Дедикатус 545. Її постійний супутник — кіт на ім'я Сфінкс.
Місака Мікото
Одна з протагоністів серіалу, а також головний герой серіалу і манги To Aru Kagaku no Railgun. Одна з семи Есперів Академія-Сіті 5 рівня та займає серед них третє місце. Учениця першого року середньої школи. Її здатність полягає у створенні найпотужнішого електромагнітного поля, за допомогою якого вона може, наприклад, розганяти металеві предмети до величезних швидкостей, за що і отримала своє прізвисько — Railgun (через схожість її здатності до принципу дії рейкотрона).
Стейл Магнус
Вогняний маг, для захисту Індекс він вдерся на територію Академія-Сіті. До зустрічі Індекс з Камідзьо Томою він був супутником монашки разом з Каорі Кандзакі. Магічне ім'я: Фортіс 931.
Каорі Кандзакі
Вісімнадцятирічна чародійка з Несессаріуса японського походження, свята з секти Амакуса. На відміну від свого партнера Стейла, вона використовує магію лише для зміцнення тіла. Магічне ім'я: Сальвар 000. В якості зброї Каорі використовує двометровий тачі.
Айса Хімегамі
Є носієм особливого типу крові, штучно створеного щоб служити зброєю проти Стародавніх. Ці створіння (вампіри), існування яких не підтверджено, тягнуться до носія цієї крові (як до наркотику), після ковтка якої гинуть самі і всі інші стародавні поблизу на певній відстані. Механізм дії невідомий. Одягається як японська жриця. Краща подруга Індекс.
Сестра-Місака
Є одним з 20000 клонів Мисакі Мікото, створених в рамках експерименту по створенню Еспера 6-го рівня. На момент подій серіалу в живих залишалося менше 10 тисяч сестер. Всі сестри пов'язані між собою телепатично, тому у них спільна пам'ять і досвід. На відміну від Рейлган, вони не можуть створювати потужні електромагнітні поля, але цілком здатні маніпулювати невеликими електророзрядами. Завжди кажуть про себе в третій особі, додаючи перед фразою загальне ім'я.
Last Order
Вона є 20001-ю сестрою-клоном Місакі Мікото, зовні схожа на десятирічну Місаку. Є особливим замовленням. Вона — «сервер» загальної пам'яті всіх клонів. Знищивши її, фактично можна знищити разом всіх клонів. Завдяки своїй специфічності, набагато більш «жива» та життєрадісна, ніж старші прототипи. Теж каже про себе в третій особі, додаючи в кінці фрази «Сказала Місака».
Акселератор
Найсильніший Еспер в Академія-Сіті, а згодом — один з протагоністів серіалу. Справжнє ім'я невідоме, але в першому сезоні згадується, що ім'я складалося з трьох ієрогліфів, а прізвище — з двох. Виглядає і поводиться як закінчений садист, але насправді, така ж жертва експериментів, як клони Мисаки. Навколишні бояться і ненавидять його за цю силу. Приблизно такого віку, як і Тома. Його сила — «Зміна векторів», форма телекінезу, що дозволяє йому змінювати напрямок векторів будь-чого, що він торкнеться. Ця можливість дозволяє Акселератору здійснювати такі зміни, як, наприклад, зміна напрямку потоку крові, в організмі людини. Його здатність автоматична, це означає, що він повинен підсвідомо дозволяти силі тяжіння впливати на нього. Також його тіло блокує ультрафіолетові промені, отже, його волосся — біле та шкіра — світла, тобто тіло не виробляє меланін. Дуже прив'язаний до Last Order, але не показує цього. Пізніше приєднується до організації GROUP.
Унікальні здібності акселератора роблять його об'єктом експериментів зі створення Еспера 6 рівня. Оскільки в Академія-Сіті всього сім Есперів 5 рівня, вчені сформували спеціальну програму «підвищення рівня». Акселератор повинен вбити 20000 Есперів 3 рівня: клонів Місакі Мікото. Мікото намагалася зупинити експеримент, рятуючи своїх сестер. Зрештою Тома завдає поразки Акселератору, скориставшись своєю силою.
Був привезений до Академія-Сіті в ранньому віці, коли його сила вперше проявилася, але через відсутність розуміння його здібностей, люди боялися його і в деяких випадках намагалися вбити. Через численні замахи на його життя та безлічі експериментів Акселератор став замкнутим й егоїстичним.
Пізніше Акселератор бере на себе більш героїчну роль, захищаючи маленьку дівчинку «Last Order» — 20001 клон Мисакі, яку він називає, «малявкою», потім йому вистрілює в голову Амайя Ао, зачіпаючи мозок. Через це поранення він втратив свої обчислювальні можливості і здатність змінювати вектори предметів. Але за допомогою мережі Місак йому вдалося в якійсь мірі відновити свої можливості.
У другому сезоні Акселератор повертається, але тепер він може використовувати лише частину своєї сили. Однак під час подій, пов'язаних з викраденням Last Order, Акселератор «прокинувся», здобувши «Чорні крила». Також є протагоністом Toaru Kagaku no Accelerator.